# Licnodamaeolus travei
Licnodamaeolus travei är en kvalsterart som beskrevs av Covarrubias 1998. Licnodamaeolus travei ingår i släktet Licnodamaeolus och familjen Licnodamaeidae. Inga underarter finns listade i Catalogue of Life.